# Haglundia
Haglundia — рід грибів родини Dermateaceae. Назва вперше опублікована 1932 року.